# Nasion

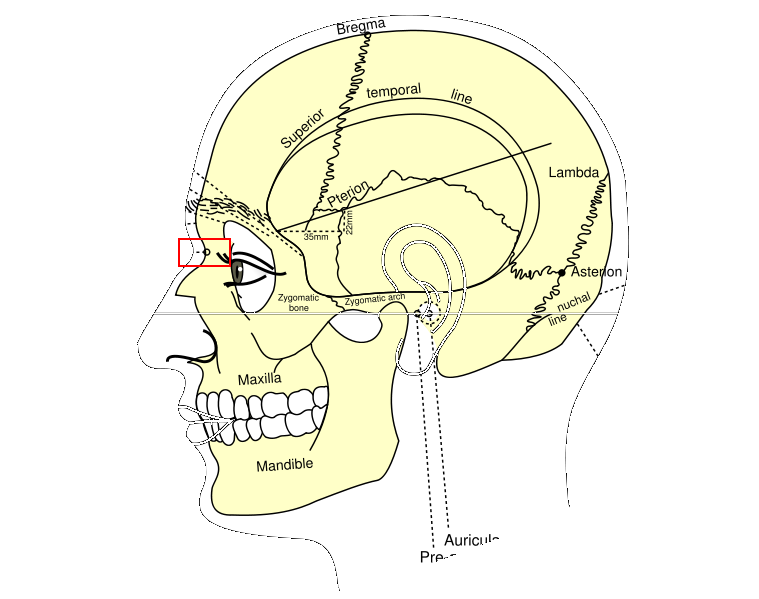
Az ember koponyája (a piros tégla lap jelöli a nasiont)

A nasion egy csomópont a homlokcsont (os frontale) és a két orrcsont (os nasale) között az emberi koponyán. Ez egy besüllyedt pont a szemek között az orrnyereg felett.